# Zamarada deformata
Zamarada deformata là một loài bướm đêm trong họ Geometridae.